# Мочалов Валентин Владимирович
Мочалов Валентин Владимирович (1 июля 1902 — 9 декабря 1978) — советский военный политработник.

## Биография
Родился 1 июля 1902 г. в шахтёрском посёлке Кочкарских рудников Оренбургской губернии Российской империи (ныне Пластовский район Челябинской области). По национальности русский. В 1916-1917 г. работал разносчиком писем, табельщиком Андреевско-Юльевских рудников Троицкого горно-промышленного товарищества, счетоводом шахты каменноугольных копей, в 1918 г. стал заведующим рудничным кооперативом на Андреевско-Юльевский руднике.
В 1917 г. вступил в Красную гвардию. В 1918 г. призван в РККА Троицким районным военкоматом Челябинской области. Участвовал в Гражданской войне в России. В 1919-1920 г. младший командир. В ноябре 1919 г. вступил в ВКП(б). Учился на военно-политических курсах РККА, после окончания которых назначен политруком 1-го кавалерийского полка им. С. Разина 5-й армии.
В 1920 г. член бюро Павлодарского уездного комитета РКП(б), член бюро Семипалатинского губкома РКП(б), затем член Киргизского крайкома РКСМ. В 1923-1926 г. учился в Коммунистическом университете им. Я. М. Свердлова, по окончании которого направлен на должность ответственного инструктора ЦК ВКП(б). Был направлен на ответственную партийную работу в ЦК КП(б) Киргизии руководителем пропагандистской группы, а с марта 1928 г. был начальником Киргосстроя Наркомата промышленности и торговли Киргизской АССР. В 1930-1932 г. проходил обучение в Институте красной профессуры, а после учился в аспирантуре Коммунистического университета им. Я. М. Свердлова. В 1932-1933 г. заведующий сектором культуры отдела культуры и пропаганды марксизма Московского городского комитета ВКП(б).
С 1933 г. в органах ОГПУ заместитель начальника политуправления войск ОГПУ полпредства ОГПУ по Московской области. С 10 июля 1934 г. заместитель начальника политуправления УПВО УНКВД Московской области. С 13 июля 1934 г. помощник по политической части начальника 3-й пограничной школы связи НКВД им. В. Р. Менжинского. С введением в конце 1935 года в Красной армии и флоте персональных званий, а также специальных званий в НКВД ему было присвоено звание полкового комиссара. В 1939-1940 г. начальник политотдела частей пограничных войск Нарвского участка границы, участник советско-финляндской войны. С 1940 г. военный комиссар - заместитель по политической части начальника Саратовского военного училища пограничной и внутренней охраны НКВД СССР.  
Великая Отечественная война
С началом Великой Отечественной войны направлен в РККА. С 11 июля 1941 г. военком 247-й стрелковой дивизии НКВД по 14 октября 1941 г., когда был контужен при обороне г. Сычевка на Московском стратегическом направлении. После излечения в госпитале и в связи с расформированием дивизии с 27 декабря 1941 г. военком тыла 30-й армии. С 30 июля 1942 г. второй Член Военного совета 30-й армии. С введением в Вооружённых силах СССР в октябре 1942 г. единоначалия и отменой института военных комиссаров был переаттестован в полковника. 1 мая 1943 г. армия стала 10-й гвардейской и Мочалов стал её Членом Военного совета по 10 ноября 1943 г. С осени 1943 г. по 1944 г. учился в Военной академии РККА им. М.В. Фрунзе. После окончания академии по август 1950 г. ответственный секретарь Всеславянского комитета. 
В отставке с 6 декабря 1952 г. С 1 марта 1978 г. персональный пенсионер союзного значения. Умер 9 декабря 1978 г.

## Воинские звания
Полковой комиссар — 19.03.1936 (приказ НКВД № 169 от 19.03.1936)
Бригадный комиссар — 25.05.1939 (приказ НКВД № 1310 от 25.05.1939)
Дивизионный комиссар — по воспоминаниям Елены Ржевской, которая весной 1943 г. была военной переводчицей 30-й армии в битве за Ржев, был в звании дивизионного комиссара.
Полковник — 05.12.1942

## Награды
Орден Отечественной войны I степени (28.09.1943);
Орден Красной Звезды (03.11.1944);
Орден Красного Знамени (17.05.1951);
Медаль «20 лет РККА» (1938).
Орден Белого льва III степени (26.06.1945, ЧССР)